# Le Bosc-Roger-en-Roumois
Le Bosc-Roger-en-Roumois är en kommun i departementet Eure i regionen Normandie i norra Frankrike. Kommunen ligger i kantonen Bourgtheroulde-Infreville som tillhör arrondissementet Bernay. År 2018 hade Le Bosc-Roger-en-Roumois 3 287 invånare.

## Befolkningsutveckling
Antalet invånare i kommunen Le Bosc-Roger-en-Roumois
Referens:INSEE